# Wagneau Eloi
Wagneau Eloi (Porto Príncipe, 11 de setembro de 1973) é um ex-futebolista e treinador de futebol haitiano que atuava como atacante. Atualmente comanda o Miami City.

## Carreira em clubes
Se mudou juntamente com sua família para Paris aos 9 anos, tendo jogado nas categorias de base do Red Star e do Paris FC. Em 1991, foi para o Lens, onde estreou como profissional em 1993 (em sua primeira temporada, foi escalado como goleiro), tendo outras 2 passagens pelo clube (1997–1999 e 2004), conquistando o Campeonato Francês de 1997–98.
Jogou também por Nancy, Monaco e Guingamp na França e encerrou a carreira na Bélgica, após defender La Louvière e Roeselare.

## Carreira de treinador
Com a carreira de jogador encerrada, Eloi voltou ao Haiti em 2008, antes de ser anunciado como novo técnico da Seleção Haitiana, substituindo o cubano Luis Armelio García, com o objetivo de classificar os Grenadiers para a Copa de 2010. Sua estreia foi em um amistoso contra o Equador (derrota por 3 a 1, em Latacunga), e seu primeiro jogo em casa foi contra as Antilhas Neerlandesas, que terminou com empate sem gols. Eloi escalou um time com média de idade inferior a 24 anos nesta partida - dos jogadores que atuaram, o mais velho era o goleiro Gabard Fénélon, aos 27 anos e 12 dias (o meia-atacante Alexandre Boucicaut, também nascido em 1981, era 168 dias mais novo).
Em 2014, fundou a US Champions Soccer Academy com Ravy Truchot e Éric Rabésandratana (com quem atuou no Nancy entre 1995 e 1997), trabalhando como diretor-técnico antes de ser escolhido como treinador do Miami City.

## Vida pessoal
Casado com uma senegalesa, foi revelado que Eloi gostava de ler histórias em quadrinhos e mangás durante sua passagem pelo Guingamp.

## Títulos
Lens
- Campeonato Francês: 1997–98

Monaco
- Campeonato Francês: 1999–00
- Supercopa da França: 2000[5]